# Pallenoides spinulosum
Pallenoides spinulosum là một loài nhện biển trong họ Callipallenidae. Loài này thuộc chi Pallenoides. Pallenoides spinulosum được miêu tả khoa học năm 1955 bởi Stock.